# Kureczki
Kureczki (biał. Курачкі, Kuraczki; ros. Курочки, Kuroczki) – wieś na Białorusi, w obwodzie mińskim, w rejonie stołpeckim, w sielsowiecie Litwa.

## Historia
W dwudziestoleciu międzywojennym leżały w Polsce, w województwie nowogródzkim, w powiecie wołożyńskim, w gminie Wołma. W 1921 miejscowość liczyła 163 mieszkańców, zamieszkałych w 22 budynkach, wyłącznie Polaków wyznania rzymskokatolickiego.
W czasie II wojny światowej 1 mieszkaniec miejscowości dołączył do Zgrupowania Stołpeckiego Armii Krajowej.
Po II wojnie światowej w granicach Związku Sowieckiego. Od 1991 w niepodległej Białorusi.